# Lommagölen (Rydaholms socken, Småland)
Lommagölen är en sjö i Värnamo kommun i Småland och ingår i Helge ås huvudavrinningsområde.